# Талагранова неједнакост концентрације
У области теорије вероватноће, Талагранова неједнакост концентрације представља изопериметријску неједнакост за просторе производа вероватноће. Доказао ју је француски математичар Мишел Талагран, коме је 2024. године додељена Абелова награда за рад у овој и сродним областима. Неједнакост је једна од фундаменталних манифестација феномена концентрације мере.
Ова неједнакост даје квантитативну процену чињенице да ће функција великог броја независних случајних променљивих, под условом да није превише осетљива на промену било које појединачне координате, бити високо концентрисана око своје средње вредности. Овај принцип има значајне последице у комбинаторици, теорији случајних матрица, статистичкој физици и машинском учењу.

## Исказ неједнакости
Нека је {\displaystyle \Omega =\Omega _{1}\times \Omega _{2}\times \cdots \times \Omega _{n}} простор производа опремљен производном мером вероватноће и нека је {\displaystyle A} подскуп тог простора. Тада за свако {\displaystyle t\geq 0} важи следећа неједнакост:
{\displaystyle \Pr[A]\cdot \Pr \left[{A_{t}^{c}}\right]\leq e^{-t^{2}/4}}
где је {\displaystyle {A_{t}^{c}}} комплемент скупа {\displaystyle A_{t}}, дефинисаног као {\displaystyle t}-околина скупа {\displaystyle A}:
{\displaystyle A_{t}=\{x\in \Omega \colon ~\rho (A,x)\leq t\}}
У овој дефиницији, {\displaystyle \rho (A,x)} означава Талагранову конвексну дистанцу између тачке {\displaystyle x\in \Omega } и скупа {\displaystyle A}, која се дефинише као:
{\displaystyle \rho (A,x)=\max _{\alpha ,\|\alpha \|_{2}\leq 1}\ \min _{y\in A}\ \sum _{i:x_{i}\neq y_{i}}\alpha _{i}}
где {\displaystyle \alpha \in \mathbf {R} ^{n}}, {\displaystyle x,y\in \Omega } су {\displaystyle n}-димензионални вектори са компонентама {\displaystyle \alpha _{i},x_{i},y_{i}}, а {\displaystyle |\cdot |_{2}} је {\displaystyle \ell ^{2}}-норма. То јест,
{\displaystyle |\alpha |_{2}=\left(\sum _{i}\alpha _{i}^{2}\right)^{1/2}}

## Тумачење и значај
Талагранова неједнакост даје прецизну математичку форму феномену концентрације мере. Овај феномен описује контраинтуитивну особину високодимензионалних простора, где је вероватноћа (или запремина) готово у потпуности концентрисана у уским околинама одређених подскупова. На пример, запремина {\displaystyle n}-димензионалне кугле је већином skoncentrisana близу њене површине, док је вероватноћа да насумично изабрана тачка буде далеко од њеног "екватора" експоненцијално мала.
Неједнакост {\displaystyle \Pr[A]\cdot \Pr \left[{A_{t}^{c}}\right]\leq e^{-t^{2}/4}} повезује вероватноћу догађаја {\displaystyle A} са вероватноћом да се исход нађе на удаљености већој од {\displaystyle t} од скупа {\displaystyle A}. Израз {\displaystyle e^{-t^{2}/4}} експоненцијално опада са порастом {\displaystyle t}, што имплицира следеће: ако скуп {\displaystyle A} има позитивну вероватноћу (тј. {\displaystyle \Pr[A]} није занемарљиво мало), тада вероватноћа {\displaystyle \Pr \left[{A_{t}^{c}}\right]} да се буде "далеко" од {\displaystyle A} мора бити изузетно мала. Другим речима, готово сви исходи су концентрисани у непосредној близини скупа {\displaystyle A}.
Специфична дефиниција Талагранове конвексне дистанце {\displaystyle \rho } је кључна, јер је прилагођена структури простора производа и мери удаљеност на начин који узима у обзир доприносе разлика по појединачним координатама.

## Примене
Талагранова неједнакост је моћан алат са широким спектром примена у различитим областима математике и сродних наука.
- Комбинаторика и теорија случајних графова: Користи се за доказивање концентрације важних инваријанти случајних структура, као што је хроматски број случајног графа, око њихових медијана.
- Статистика и машинско учење: Пружа теоријску основу за анализу алгоритама који се ослањају на узорковање. Омогућава процену грешке апроксимације параметара целе популације на основу малог узорка, чиме се оправдавају методе попут bootstrap-а.[4]
- Статистичка физика: Примењује се у проучавању сложених система, као што су спинска стакла, за доказивање да се макроскопска својства система (нпр. укупна енергија) понашају предвидиво и не флуктуирају значајно од својих просечних вредности.
- Теорија случајних матрица: Користи се за анализу расподеле сопствених вредности великих случајних матрица.